# 聶魯達撞擊坑
聶魯達撞擊坑（英語：Neruda）是一個位於水星的隕石坑，直徑約112公里。該撞擊坑是由國際天文聯會於2008年以智利詩人巴勃羅·聶魯達命名。